# Selección disruptiva
En biología evolutiva, la selección disruptiva , también llamada selección diversificadora , describe cambios en la genética de poblaciones en los que se favorecen los valores extremos de un rasgo sobre los valores intermedios. En este caso, la varianza del rasgo aumenta y la población se divide en dos grupos distintos. En este caso, más individuos adquieren valor de carácter periférico en ambos extremos de la curva de distribución.
La selección disruptiva tiene un significado importante en la historia del estudio evolutivo, pues fue parte de los casos de los fringílidos observados por Darwin en las islas Galápagos.[cita requerida]
Darwin observó que estas especies de ave eran suficientemente similares como para haber descendido de una sola especie. Aun así, exhibían variaciones disruptivas en el tamaño de su pico. Esta variación estaba relacionada aparentemente con el tamaño de las semillas disponibles en las respectivas islas (picos grandes para semillas grandes, picos pequeños para semillas pequeñas). Los picos de tamaño medio tenían dificultad para manejar las semillas pequeñas y no eran suficientemente fuertes para romper semillas grandes, por lo que no eran una buena variación.
Aunque la selección disruptiva puede llevar a la especiación, esto no sucede tan rápido o tan directamente como en otros tipos de cambio evolutivo. Esto se debe principalmente a que los resultados de la selección disruptiva son menos estables que los resultados de la selección direccional (la cual sólo favorece a un extremo, y no ambos).